# Locals Only
«Locals Only» — музыкально-спортивный фестиваль, посвященный развитию культуры урбан спорта в России.

## Название фестиваля
Название фестиваля «Locals Only» уходит корнями в сленг сёрферов и переводится «только для местных». Придав позитива и перевернув привычный смысл, в 2017 г. зародился фестиваль, который дает возможность стать своим для каждого.

## История
В 2016 г. Жуковскому С. С. (ныне генеральный продюсер фестиваля Locals Only), как любителю актуальной музыки и экстремальных видов спорта, пришла идея объединить эти форматы и популяризировать любимый вид спорта — серфинг, сделать его доступнее. Вместе с командой единомышленников была разработана концепция мероприятия и организован первый фестиваль.
Впервые фестиваль Locals Only, объединивший первые всероссийские соревнования по сёрфингу Bulli Surf Cup и масштабную развлекательную программу, прошел в 2017 г. в 3 этапа в таких городах как Калининград, Санкт-Петербург и Сочи.
В 2018 г. фестиваль состоялся в Москве на Гребном канале и проходил в течение нескольких дней. Фестиваль объединил чемпионат России по вейксерфингу, выступления известных музыкальных исполнителей и множество активностей.
В 2019 г. фестиваль прошел на территории порта Севкабель и акватории Невской губы в Санкт-Петербурге и 20 июля на территории спортивного комплекса «Лужники» в Москве.
В 2020 г. фестиваль был перенесён на 2021 г. в связи с распространением коронавирусной инфекции.
В июне 2021 г. (18-19 июня) в рамках фестиваля прошёл Чемпионат России по серфингу в дисциплинах вейксерф и вейкским на территории Дзержинского карьера.
В 2021 г. фестиваль состоялся 25 сентября в городе Москва на площадке Main Stage. В рамках фестиваля выступили известные музыкальные исполнители, а также прошли соревнования по скейтбордингу и стритболу. 
В 2022 г. фестиваль был перенесён на 2023 г. 
В 2023 г. пройдет пятый фестиваль 10 и 11 июня на площадке Main Stage. 

## Хронология
| Дата проведения                  | Место проведения | Участники |
| -------------------------------- | ---------------- | --- |
| 29-30 июля 2017 г.               | Калининград      | Deepower, Казускома, Uppercuts |
| 26-27 августа 2017 г.            | Санкт-Петербург  | Secret Diary, Radio Tapok, Uppercuts, OBLADAET, BUMBLE BEEZY |
| 30 сентября — 01 октября 2017 г. | Сочи             | Wildways, Anacondaz, Uppercuts |
| 25-26 августа 2018 г.            | Москва           | Pompeya, Guru Groove Foundation, Мэйти, SPTNK, Обедве, OnRobot, US&THEM, Dakooka, Obladaet, RadioTapok, Антоха МС, Chagin, TonyStarr, Holymolyyyy                             |
| 29 июня 2019 г.                  | Санкт-Петербург  | - Главная сцена: Oxxxymiron, The Score, WALKING ON CARS, МГЗАВРЕБИ, RSAC, МАЧЕТЕ - Вторая сцена: Космонавтов нет, Щенки, HUT, Деревянные киты, THE DENP                       |
| 30 июня 2019 г.                  | Санкт-Петербург  | - Главная сцена: RAE SREMMURD, RÓISÍN MURPHY, Bhad Bhabie, GONE.FLUDD, ПОШЛАЯ МОЛЛИ, OFFMI - Вторая сцена: ДЖИЗУС / УГАДАЙКТО/ ИГЛА, Крест, Telly Grave, МС Сенечка, EVERTHE8 |
| 20 июля 2019 г.                  | Москва           | DESIIGNER, ПОШЛАЯ МОЛЛИ, ДЖИЗУС / УГАДАЙКТО/ ИГЛА, GRANDSON, AMERICAN AUTHORS, OFFMi, RSAC / Щенки                                                                            |
| 2020 г.                          |                  | В связи с распространением коронавирусной инфекции состоялся перенос фестиваля на 2021 г.                                                                                     |
| 25 сентября 2021                 | Москва           | Дельфин, Хлеб, Кис-кис, Дора, ЛАУД, МС Сенечка, Bicycles for Afghanistan, Маугли                                                                                              |
| 10-11 июня 2023                  | Москва           | RAMxKOMMO, Операция Пластилин, Wildways, Neverlove, Мукка, by Индия, Пол пунш, Папин Олимпос, КОСМОНАВТОВ НЕТ, Щенки, Заточка, СА:МИ, ЗАВТРА БРОШУ, Denny Todd                |